# 米尔兰
米尔兰（法語：Murlin，法語發音：[myʁlɛ̃]）是法国涅夫勒省的一个市镇，属于卢瓦尔河畔科讷库尔区。

## 地理
米尔兰（47°12'14"N, 3°10'50"E）面积15.09 平方千米，位于法国勃艮第-弗朗什-孔泰大區涅夫勒省，该省份为法国中部省份，北至约讷省，西北接卢瓦雷省，西接谢尔省，南至阿列省，东南接索恩-卢瓦尔省，东临科多尔省。
与米尔兰接壤的市镇（或旧市镇、城区）包括：圣欧班莱福日、博蒙拉费里耶尔、涅夫勒河畔拉塞勒、沙奈、纳尔西、拉沃。

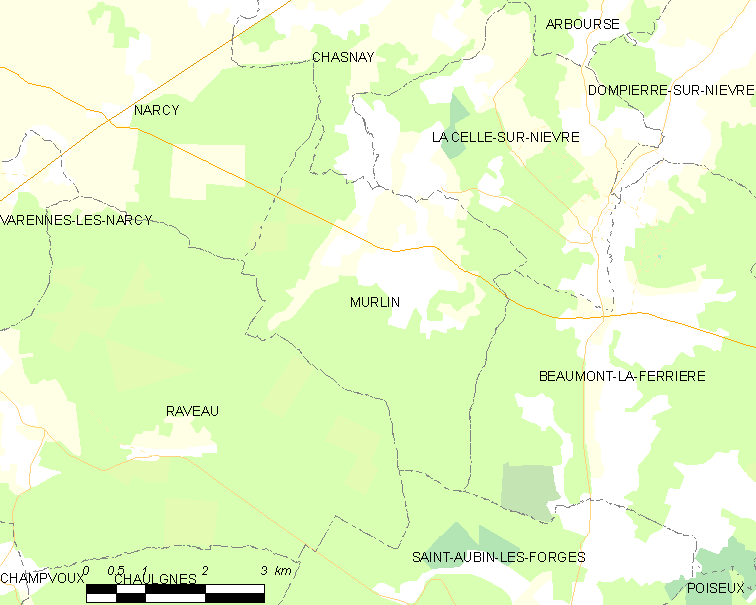
米尔兰的OSM定位图

米尔兰的时区为UTC+01:00、UTC+02:00（夏令时）。

## 行政
米尔兰的邮政编码为58700，INSEE市镇编码为58186。

## 政治
米尔兰所属的省级选区为卢瓦尔河畔拉沙里泰县。

## 人口

1962-2008年间米尔兰人口变化图示

米尔兰于2022年1月1日时的人口数量为57人。